# Diario de Yucatán
Diario de Yucatán es un periódico mexicano publicado en la península de Yucatán. Tiene su sede en la ciudad de Mérida, Yucatán. Cuenta con cobertura en los estados de Yucatán, Campeche y Quintana Roo. Fue fundado el 31 de mayo de 1925 por Carlos R. Menéndez. Es sucesor de la Revista de Mérida (1869) y la Revista de Yucatán (1912). Es miembro de la Asociación de Editores de los Estados (AEE) y de la Sociedad Interamericana de Prensa.

## Otras publicaciones
- Revista Plan B
- Revista Punto Vital
- Revista Habitante
- Ponte Xux (Revista infantil)